# Елак
Елак (Ellac, Elac, Ellak; * 425; † 454 / 455, р. Недао, Панония), също Илак (Illak), е хунски владетел (453 – 454 / 455).

## Биография
Той е първият син на хунския крал Атила и кралица Крека. Има син на име Аудан.
По времето на мисия на Приск в столицата на Атила поради византийски интриги в централната част на държавата (Северното Причерноморие) на Елак се налага да въведе ред. На връщане пада от коня и си счупва дясната ръка.
Елак е наследник на Атила като владетел на Хунската държава след смъртта му. По онова време започва разпадът на Хунската държава, тъй като много племена се отделят от нея. Елак влиза в конфликт с братята си Денгизик и Ернак, което принуждава двамата братя да напуснат пределите на Хунската държава и да търсят нови земи за своите хора.
През 454 – 455 година – крал Ардарик (крал на гепидите) поставя началото на революция срещу господството на хуните и подкрепен от византийския император Маркиан в битка сред степите на Панония, край река Недео хунският вожд Елак е убит в битката, а войските му са разгромени.

## Наследници
След убийството на Елак държавата поема Денгизик, вторият син на Атила. Военачалниците отцепници, отказали да се подчинят на Елак, са твърдо убедени, че отговорността и възмездието за смъртта на Атила следва да понесе Рим, се организират и го опустошават. Това е т.нар. нашествие на „вандалите“ на Гейзерик и Хунерик. Тези военачалници, отговорни за опустошаването на Рим, са съответно от готски и от хунски произход. Техните войски (от етничеки монголоидни хуни и индоевропеидни алани) след опустошаването на Рим, по споразумение на двамата пълководци, са пренасочени към северното крайбрежие на Африка с цел да бъде превзет укрепеният град Картаген.
След падението братята Денгизик и Ернак след преговори с германския крал Ардарик успяват да постигнат мир – той се съгласява да свали обсадата, като в замяна те му предават войниците от другите съюзнически племена на хуните. Денгизик и Ернак съгласно мирните споразумения с германския крал Ардарик трябва да напуснат териториите на Унгария и Италия с техния народ. Много хунски племена остават в тези територии и се смесват с мествното население.
Вследствие от войната териториите на гепидите, херулите, скириите и остготите са дадени на византийския император Маркиан, комуто служат като буферна зона срещу остатъците от хуните, прабългарите и сарматиите (аланите). Голяма част от войските на хунската армия са от племената на утигурите, които също напускат пределите на Хунската държава и се прибрат по домовете си.